# DEEPER LOOK from New York
『DEEPER LOOK from New York』（ディーパー・ルック・フロム・ニューヨーク）は、NHKワールドTVが、NHKコスモメディアアメリカ（日本放送協会のアメリカ合衆国現地法人）と共同制作して2020年度から放送されているインタビュー番組である。
同番組はNHKニューヨーク支局（通常は、日本時間早朝時間帯の『NHK NEWSLINE』の生放送が行われるスタジオ）から、アメリカの女性ジャーナリスト・デル・イラーニをホステスに、国際情勢について、様々な専門家などから意見を聞くというものである。ゲストのトークの内容により、1回完結の場合と、前後編の2回に分ける場合とがある。。英語放送。
2023年4月放送分より『-from New York』を削除して『DEEPER LOOK』と改題されたが、特に内容の差異はほとんどない。

## 放送日時
- NHKワールドTV（視聴対象:日本国外の各放送機関・ケーブルテレビ局、並びに日本国内の在日外人向けのひかりTV・一部地域ケーブルテレビ局）:火曜日13:30ｰ13:45、17:30-17:45、水曜日1:30-1:45、8:30-8:45（大相撲本場所開催時休止）[4]
- NHK BS1:（2022年4月開始）金曜日4:45ｰ5:00（大相撲によりNHKワールドの生放送が休みの週は2021年度までのBS1未放送を含むアンコール）[5]